# Zygmunt Maszczyk
Zygmunt Paweł Maszczyk, född den 3 maj 1945 i Siemianowice Śląskie, Polen, är en polsk fotbollsspelare som tog OS-guld i fotbollsturneringen vid de olympiska sommarspelen 1972 i München. Vid de olympiska sommarspelen 1976 i Montréal var han med och tog OS-silver i fotbollsturneringen.